# Abdel Halim Ali
Abdel Halim Ali (en árabe: عبد الحليم علي عبد الحليم‎; Guiza, Egipto; 24 de octubre de 1973) es un exfutbolista de Egipto que jugaba en la posición de delantero centro.

## Carrera

### Club
| Periodo   | Club               |
| --------- | ------------------ |
| 1993-1999 | Eastern Company SC |
| 1999-2009 | Zamalek SC         |

### Selección nacional
Jugó para Egipto en 42 ocasiones de 1999 a 2006 y anotó 10 goles; participó en tres ediciones de la Copa Africana de Naciones donde salió campeón en la edición de 2006.

## Logros

### Club
- Egyptian Premier League: 2000–01, 2002–03, 2003-04
- Copa de Egipto: 2002, 2008
- Supercopa de Egipto: 2001, 2002
- Liga de Campeones de la CAF: 2002
- Recopa Africana: 2000
- Supercopa de la CAF: 2003
- Torneo Príncipe Faisal: 2003
- Saudi-Egyptian Super Cup: 2003

### Selección nacional
- Copa Africana de Naciones: 2006
- Copa Mundial Militar: 2001
- African Military Cup: 2004

### Individual
- Goleador de la Primera División de Egipto en 2003/04 (21 goles).